# Miguel Ángel Abella
Miguel Ángel Abella (Río Cuarto, 8 de octubre de 1944 - Río Cuarto, 12 de mayo de 2017) fue un político perteneciente a la Unión Cívica Radical. Fue intendente de la ciudad de Río Cuarto, senador provincial y diputado nacional.

## Biografía
Chicharra Abella, como lo conocían sus amigos, era hijo de Miguel Abella y María Amelia Valentinuzzi. Se recibió de abogado en la Universidad del Litoral.

### Trayectoria política
Se afilió a la Unión Cívica Radical en 1963 y llegó a ser presidente de la Juventud del Circuito Centro de 1971 a 1983. Con el regreso de la democracia fue electo intendente de Río Cuarto, ciudad que gobernó por ocho años (1983-1991), ganando con el 45,53% de los votos frente al 39,00% del peronista Esteban Llamosas (padre de Juan Manuel Llamosas, quien también fue intendente). Logró su reelección en 1987 con el 47,18% frente al 42,00% de Eduardo Di Cola.
Tras una destacada gestión en su ciudad, acompañó al intendente de Córdoba Ramón Mestre como precandidato a vicegobernador en una interna contra el gobernador Eduardo Angeloz, en la que fueron derrotados por 83% a 17%. En 1995 fue electo senador provincial y, en 1997, diputado nacional.

#### Interna contra Angeloz (1991)
| Fórmula                                   | Grupo Interno                            | Votos | Porcentaje |
| ----------------------------------------- | ---------------------------------------- | ----- | ---------- |
| Eduardo Angeloz Edgardo Grosso            | Línea Federal                            |       | 83,00%     |
| Ramón Bautista Mestre Miguel Ángel Abella | Movimiento de Participación y Renovación |       | 17,00%     |

### Candidato a vicegobernador en 1998 y 2007
Para las Elecciones provinciales de Córdoba de 1998, el gobernador Ramón Mestre le pidió que lo acompañara como su candidato a vicegobernador, y Abella aceptó. La fórmula Mestre-Abella venció en la interna a Grosso-Capdevila, pero fue derrotada en las elecciones generales con el 40,78% de los votos frente al 49,59% de la fórmula peronista liderada por José Manuel de la Sota.
En las Elecciones provinciales de Córdoba de 2007, el diputado nacional y candidato a gobernador Mario Negri lo eligió nuevamente como su compañero de fórmula. Sin embargo, la fórmula Negri-Abella quedó en tercer lugar con el 22,17% de los votos.

### Homenaje póstumo
En 2022, la Legislatura de Córdoba sancionó la Ley N.º 10819, que designó al Puente Alberdi (Río Cuarto) con el nombre de Intendente Miguel Ángel Abella, en reconocimiento a su trayectoria política y su contribución al desarrollo de la ciudad.